# دالتان سقفية وأرضية

دالة الجزء الصحيح

دالة السقف

في الرياضيات و علم الحاسوب، الدالتان السقفية والأرضية (بالإنجليزية: Ceiling and floor functions)‏ هما دالتان تربطان عدداً حقيقياً ما بأكبر عدد صحيح سابق أو أصغر عدد صحيح تابع على التوالي، حيث:
- السقف لعدد حقيقي ما x هو أصغر عدد صحيح ولكن ليس أصغر من x. فسقف العدد 2.15 هو 3، أي أصغر عدد صحيح ليس أصغر من 2.15.
- بينما الأرضية فهو أكبر عدد صحيح ليس أكبر من x. فصحيح العدد 2.6 هو 2، أي أكبر عدد صحيح ليس أكبر من 2.6.

## الرموز المستعملة
استعمل كارل فريدريش غاوس في عام 1808 رمز المعقوفتين [x] للدلالة على الجزء الصحيح في برهانه الثالث لمبرهنة التربيعية التبادلية. بقي هذا الرمز هو المرجع حتى أدخل كينيث ايفرسون في عام 1962 الكلمتين الإنجليزيتين Floor و Ceiling مع الرمزين الدالين عليهما {\displaystyle \rfloor }x{\displaystyle \lfloor } و {\displaystyle \rceil }x{\displaystyle \lceil } في كتاب له تحت عنوان لغة البرمجة (A Programming Language).

### أمثلة
| قيمة ما ل x          | الجزء الصحيح {\displaystyle \lfloor x\rfloor } | السقف {\displaystyle \lceil x\rceil } | الجزء الكسري {\displaystyle \{x\}} |
| -------------------- | ---------------------------------------------- | ------------------------------------- | ---------------------------------- |
| 12/5 = 2.4           | 2                                              | 3                                     | 2/5 = 0.4                          |
| 2.7                  | 2                                              | 3                                     | 0.7                                |
| {\displaystyle -2.7} | {\displaystyle -3}                             | {\displaystyle -2}                    | 0.3                                |
| {\displaystyle -2}   | {\displaystyle -2}                             | {\displaystyle -2}                    | 0                                  |

## تطبيقات

### ثابتة أويلر
هناك صيغ رياضياتية تتعلق بثابتة أويلر-ماسكيروني γ = 0.57721 56649 ... تحتوي على دالتي الجزء الصحيح والسقف. على سبيل المثال
{\displaystyle \gamma =\int _{1}^{\infty }\left({1 \over \lfloor x\rfloor }-{1 \over x}\right)\,dx,}
{\displaystyle \gamma =\lim _{n\to \infty }{\frac {1}{n}}\,\sum _{k=1}^{n}\left(\left\lceil {\frac {n}{k}}\right\rceil -{\frac {n}{k}}\right),}
و
{\displaystyle \gamma =\sum _{k=2}^{\infty }(-1)^{k}{\frac {\left\lfloor \log _{2}k\right\rfloor }{k}}={\tfrac {1}{2}}-{\tfrac {1}{3}}+2\left({\tfrac {1}{4}}-{\tfrac {1}{5}}+{\tfrac {1}{6}}-{\tfrac {1}{7}}\right)+3\left({\tfrac {1}{8}}-\dots -{\tfrac {1}{15}}\right)+\dots }

### معضلات حلت
طرح رامانجن المعضلة التالية لجريدة للجمعية الرياضياتية الهندية.
إذا كان n عددا صحيحا موجبا، أثبت أن:
(i)     {\displaystyle \left\lfloor {\tfrac {n}{3}}\right\rfloor +\left\lfloor {\tfrac {n+2}{6}}\right\rfloor +\left\lfloor {\tfrac {n+4}{6}}\right\rfloor =\left\lfloor {\tfrac {n}{2}}\right\rfloor +\left\lfloor {\tfrac {n+3}{6}}\right\rfloor ,}
(ii)     {\displaystyle \left\lfloor {\tfrac {1}{2}}+{\sqrt {n+{\tfrac {1}{2}}}}\right\rfloor =\left\lfloor {\tfrac {1}{2}}+{\sqrt {n+{\tfrac {1}{4}}}}\right\rfloor ,}
(iii)     {\displaystyle \left\lfloor {\sqrt {n}}+{\sqrt {n+1}}\right\rfloor =\left\lfloor {\sqrt {4n+2}}\right\rfloor .}

### معضلات لم تحل بعد
انظر إلى معضلة ويرينغ.

## وصلات خارجية
- شرح بالفيديو لدالة الجزء الصحيح